# Campionati del mondo di ciclismo su strada 2002 - Cronometro maschile Junior
La cronometro maschile Junior dei Campionati del mondo di ciclismo su strada 2002 si svolse il 9 ottobre 2002 con arrivo a Heusden-Zolder, in Belgio, su un percorso totale di 23,2 km. La medaglia d'oro fu vinta dal russo Michail Ignat'ev con il tempo di 28'30"37 alla media di 48,537 km/h, la argento dall'australiano Mark Jamieson e la bronzo dall'italiano Vincenzo Nibali.
Alla partenza erano presenti 70 ciclisti, dei quali 69 completarono la gara.

## Classifica (Top 10)
| Pos. | Corridore          | Squadra     | Tempo    |
| ---- | ------------------ | ----------- | -------- |
| 1    | Michail Ignat'ev   | Russia      | 28'30"37 |
| 2    | Mark Jamieson      | Australia   | a 10"36  |
| 3    | Vincenzo Nibali    | Italia      | a 25"98  |
| 4    | Thomas Dekker      | Paesi Bassi | a 30"17  |
| 5    | Rafael Infantino   | Colombia    | a 39"92  |
| 6    | Thomas Löfkvist    | Svezia      | a 44"18  |
| 7    | Jukka Vastaranta   | Finlandia   | a 45"03  |
| 8    | Dmitrij Kozončuk   | Russia      | a 50"92  |
| 9    | Roberto Traficante | Italia      | a 57"12  |
| 10   | Matej Jurčo        | Slovacchia  | a 58"20  |